# Waldfriedhof Stuttgart

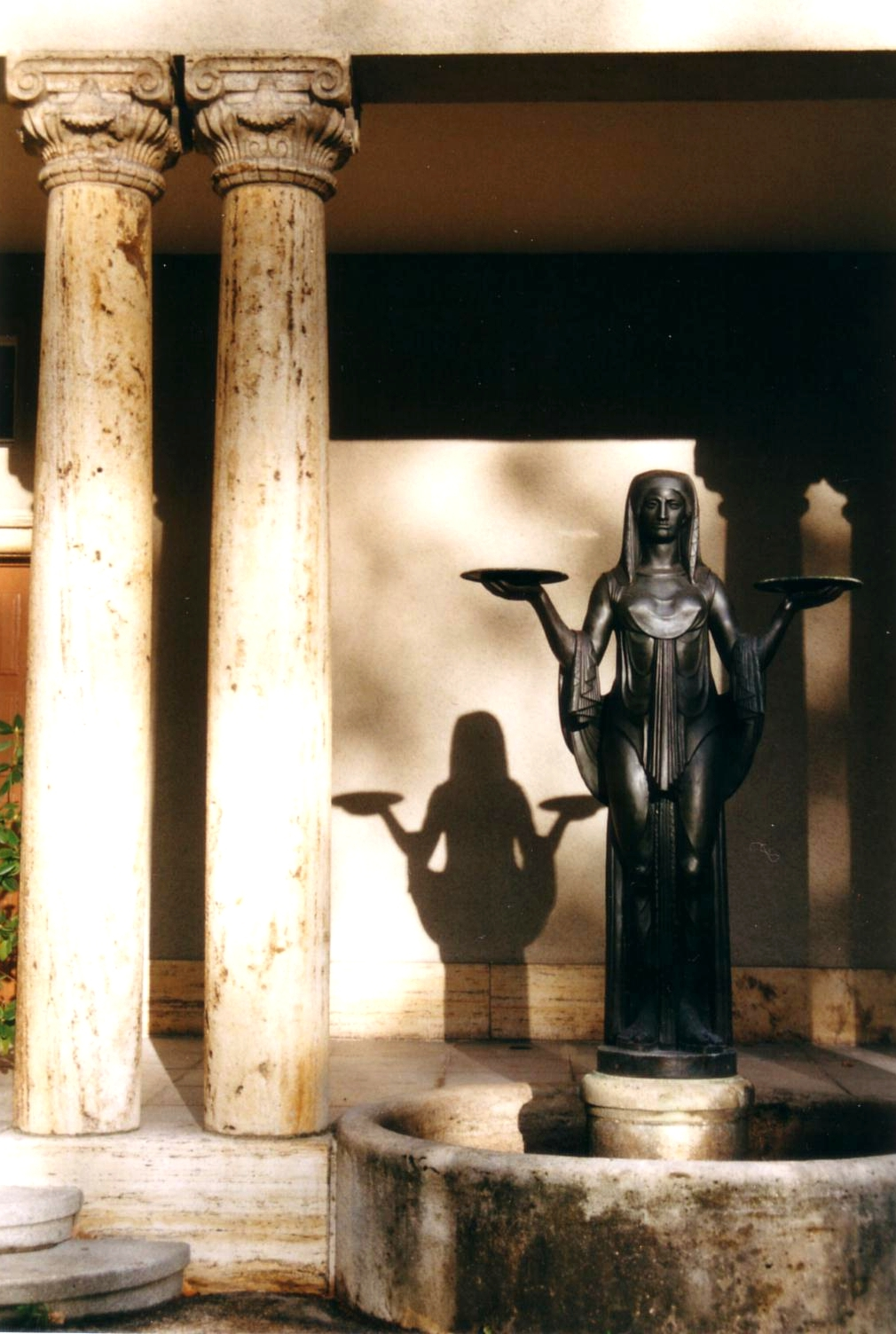
Brunnen mit der Statue der Jungfrau mit den Tränenschalen von Josef Zeitler an der Rückseite der Feierhalle, Baujahr 1914

Der Waldfriedhof Stuttgart wurde 1913 kurz vor Ausbruch des Ersten Weltkriegs nach den Plänen des Stuttgarter Stadtbaudirektors Albert Pantle angelegt. Auf dem Friedhof, der im Stuttgarter Stadtbezirk Degerloch liegt, sind zahlreiche Prominente bestattet. Der Name des Friedhofs verweist darauf, dass er mitten im Mischwaldbestand des Degerlocher Walds errichtet wurde.
Der Friedhof besteht aus zwei Teilen:
- dem älteren und größeren westlichen Hauptteil
- und dem jüngeren, östlich gelegenen Waldfriedhof-Viereichenhau.

Mit 30,7 Hektar ist er der flächenmäßig größte und mit seinen 15.000 Grabstellen der drittgrößte Stuttgarter Friedhof. Er ist in die Abteilungen 1-35 (Hauptteil) und 50-75 (Viereichenhau) aufgeteilt.
Auf dem Friedhofsgelände befinden sich eine Feierhalle, ein Verwaltungsgebäude, ein Leichenhaus und drei Ehrenmale für die Gefallenen der beiden Weltkriege. Dem Friedhof benachbart ist der weiter östlich gelegene Dornhaldenfriedhof, der 1974 angelegt wurde.
Eine Standseilbahn aus dem Jahre 1929 verbindet den Südheimer Platz mit dem 100 Meter höher gelegenen Friedhof.

## Friedhof
David Koch, der Stuttgarter Pfarrer und Herausgeber des Christlichen Kunstblatts für Kirche, Schule und Haus setzte sich 1917 in einem kritischen Bericht mit dem Stuttgarter Waldfriedhof auseinander, in dem er auch auf die allgemeine Anlage des Friedhofs einging:

„Auf einer fast horizontalen Terrasse in den Wäldern, die sich vom Südende Stuttgarts gegen die Filderebene hinaufziehen, ist der Waldfriedhof der Stadt Stuttgart angelegt, dessen Anlage unter dem Eindruck des idealen Münchener Waldfriedhofes geschehen ist, ein Beweis, daß die Münchener Anlage so vollkommen sofort als allgemeingültiges Vorbild hingesetzt wurde, daß kein Friedhofsarchitekt sich diesem Vorbild entziehen kann.“

## Gebäude
Die Friedhofsgebäude beim Haupteingang wurden 1914 nach den Plänen des Stuttgarter Stadtbaudirektors Albert Pantle erbaut, der auch auf dem Friedhof beerdigt ist (siehe hier). Neben zahlreichen öffentlichen Bauten, darunter viele Schulen, verdankt Stuttgart Albert Pantle auch weitere Friedhofsbauten auf dem Bergfriedhof und dem Friedhof Untertürkheim.
Der Gebäudekomplex besteht aus den folgenden Bauten (siehe Detailplan des Waldfriedhofs):
- Feierhalle, auch als Aussegnungshalle oder Kapelle bezeichnet, Hausnummer 2 im Detailplan
- Leichenhalle und Verwaltungsgebäude, Hausnummer 3
- Betriebsgebäude, Hausnummer 4
- Wohnhaus (ehemaliges Aufseherhaus), Hausnummer 1
- Gerätehaus, Hausnummer 5, zwischen Abteilung 30b und 4d

Der Haupteingang befindet sich zwischen dem Wohnhaus und der Feierhalle. Er wird durch ein Gittertor und zwei seitliche Gittertüren verschlossen. Das Gittertor wird von zwei Pfosten mit den Reliefs von Trauernden flankiert (Künstler unbekannt). Ein Nebeneingang führt durch den Verbindungsbau zwischen Feierhalle und Verwaltungsgebäude in den Friedhof. Gegenüber von diesem Eingang befindet sich der westliche Eingang des Waldfriedhofs-Viereichenhau, der östliche Eingang mündet in die Heinestraße ein.

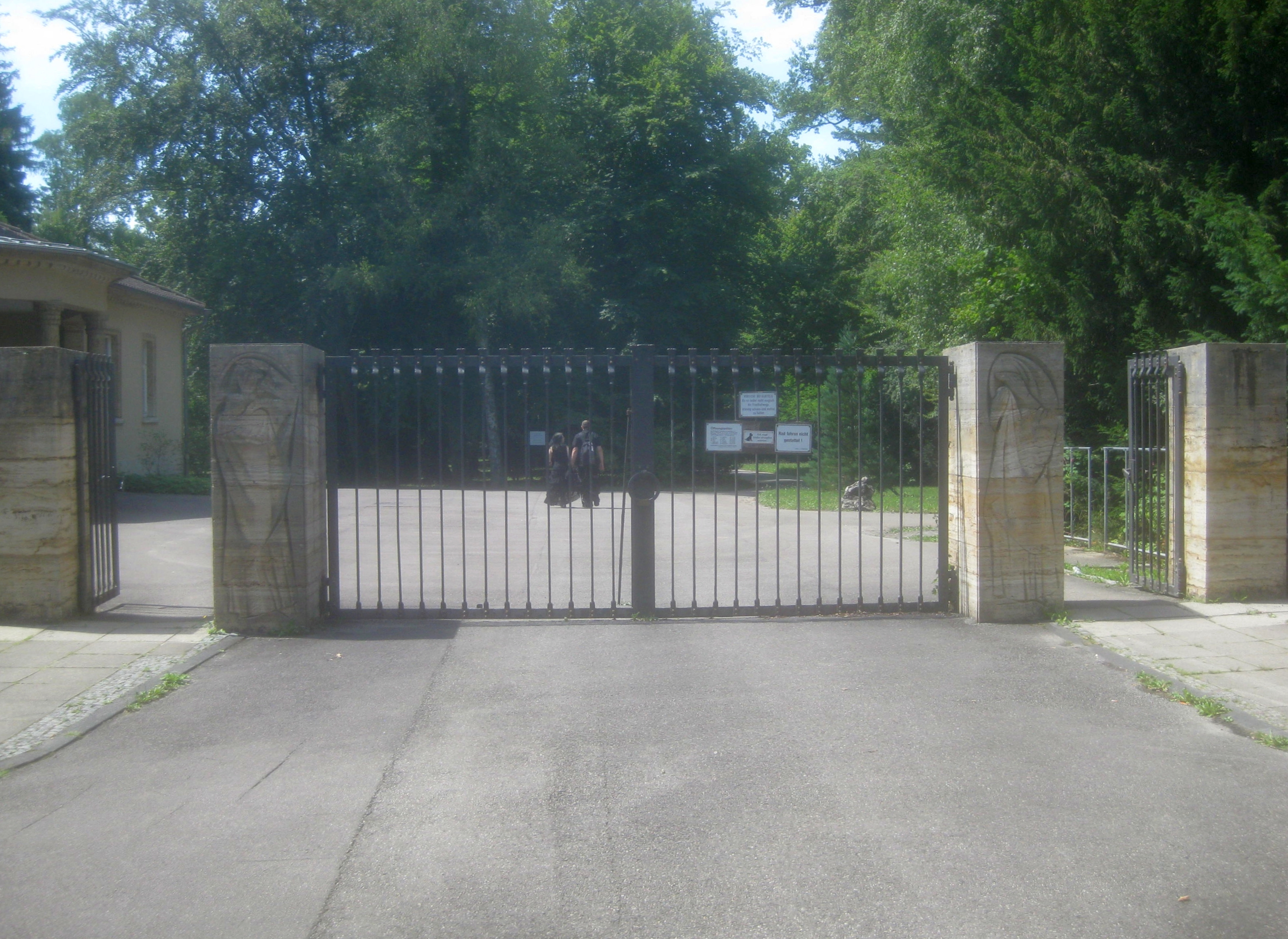
Haupteingang
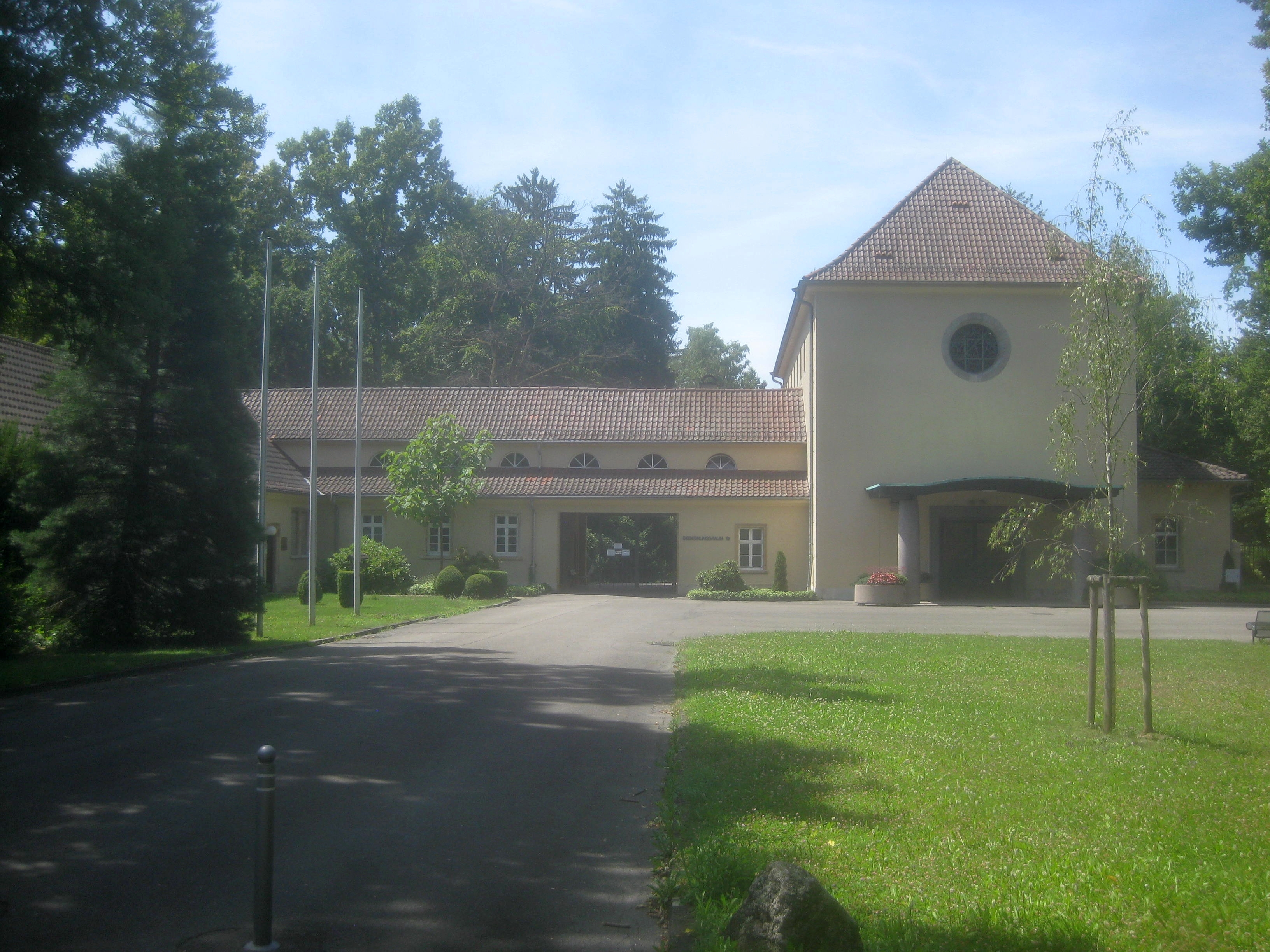
Feierhalle (rechts) und Verbindungsbau zum Verwaltungsgebäude
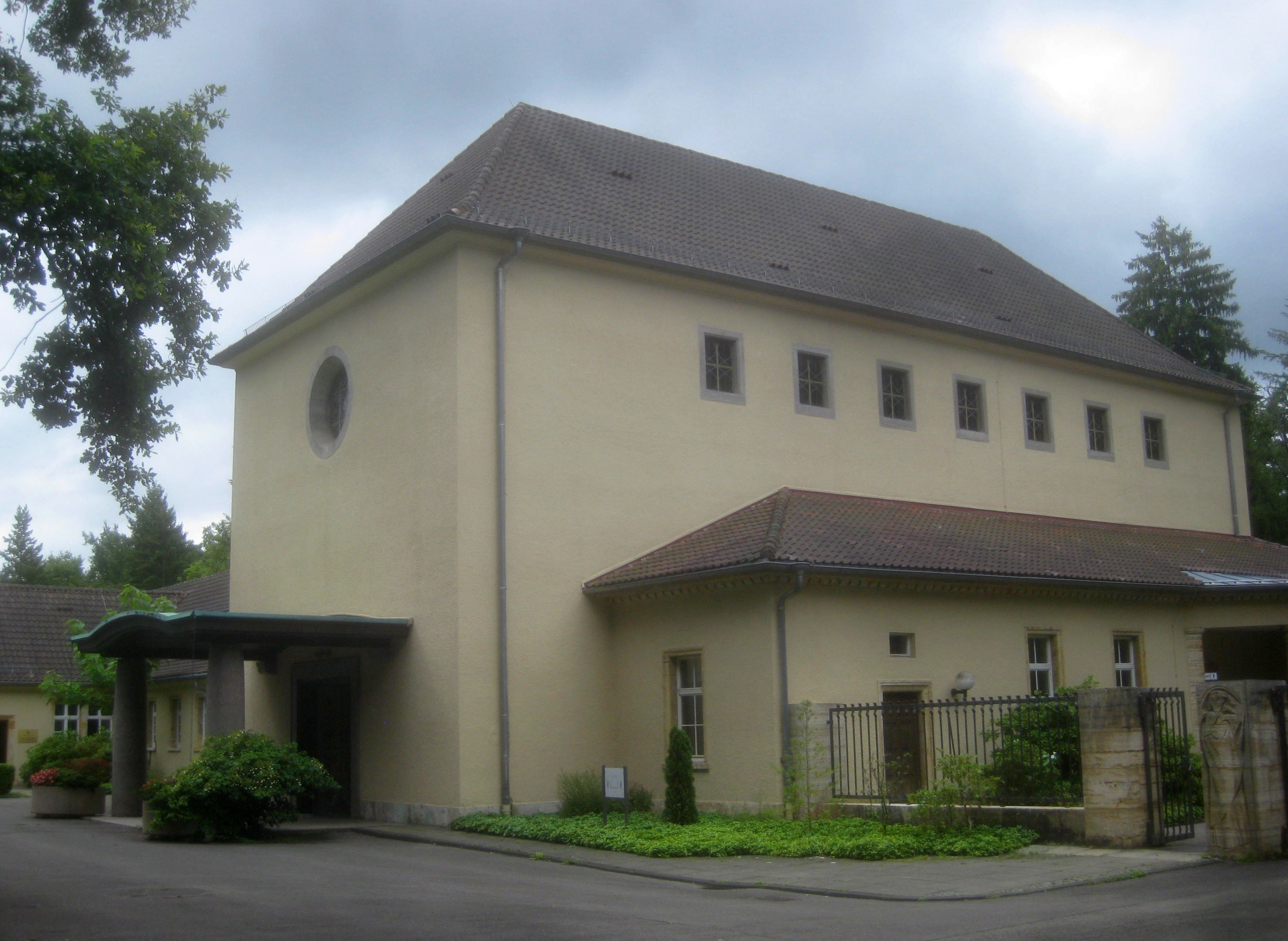
Feierhalle
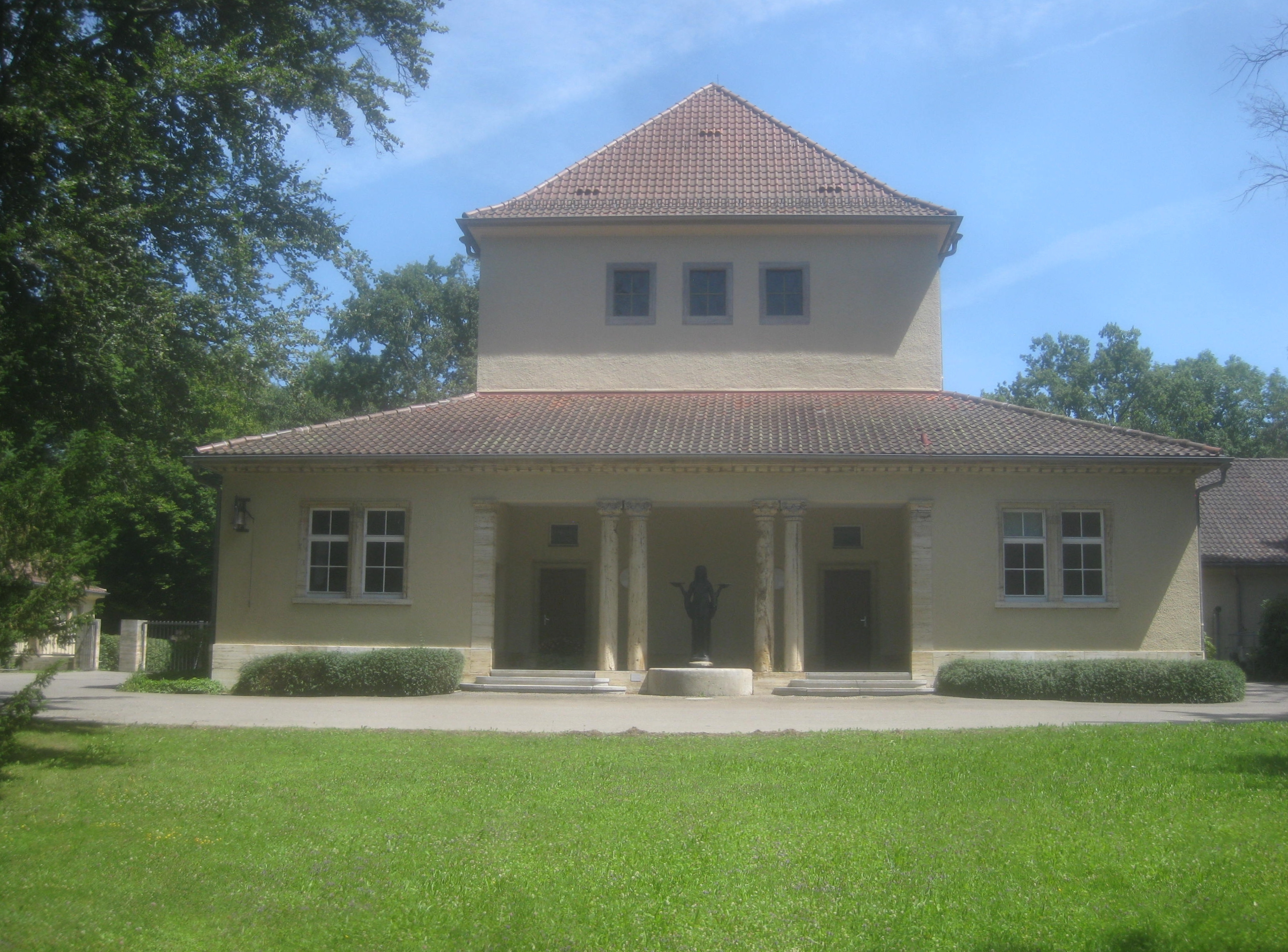
Rückseite der Feierhalle

Das zentrale Gebäude ist die walmdachgedeckte Feierhalle, die die ansonsten einstöckigen Gebäude um Stockwerkshöhe überragt. Der Portikus an der Vorderseite ruht auf zwei Granitsäulen (Rosa Sardo) und schließt mit einem geschweiften Bronzedach ab. Durch eine zweiflügelige Messingpforte gelangt man in eine Basilika-artige Halle mit einer flachen, kassettierten Holzdecke. Hinter der Pforte schreitet man unter der Orgelempore hindurch, die durch ein rundes Buntglasfenster belichtet wird (Künstler unbekannt).
Die Orgel wurde 1956 von der Orgelbaufirma Walcker-Orgelbau erbaut, die damals ihren Sitz in dem nahen Ludwigsburg hatte. Den klanglichen Entwurf und die Gestaltung des Orgelprospekts (Schauseite der Orgel) besorgte Walter Supper.
Am anderen Ende der Halle liegt die Apsis, in die eine große Rundbogennische mit einem Mosaik des auferstandenen Jesus von Rudolf Yelin eingelassen ist.
An die beiden Langseiten und die Rückseite der Feierhalle lehnt sich ein einstöckiger, durchlaufender Anbau mit breiten, in die Fassade eingezogenen offenen Säulenvorhallen. Zwischen den Säulenpaaren der rückseitigen Säulenvorhalle steht ein Brunnen mit der ägyptisierenden schwarzen Kupferskulptur „Die Jungfrau mit den Tränenschalen“ von Josef Zeitler aus dem Jahr 1914 (siehe Titelbild). Von den beiden Schalen, die die Skulptur in die Höhe hält, rieselt das Wasser tropfenweise in das runde Brunnenbecken. Eine Inschrift neben dem Brunnen besagt: „Jeder Tropfen gilt zugleich einem erlöschenden Menschenleben“.
Der Haupteingang und die unverputzten Teile der Feierhalle sind aus Cannstatter Travertin, einem gelbbraunen bis ockerfarbenen, sehr witterungsbeständigen Stein.

## Kriegsgräber und Ehrenmale
Hinter der Feierhalle beginnt die Große Wiese, ein fußballfeldgroßes, rasenbedecktes Terrain (etwa 130 m × 65 m), das U-förmig von Bäumen gesäumt wird (siehe Detailplan des Waldfriedhofs) und dessen Gesamtanlage von Martin Elsaesser stammt. Im Zentrum des hinteren Viertels der großen Wiese steht ein hohes, steinernes Kruzifix, das von Max Natter entworfen, von Richard Schönfeld ausgeführt und 1916 im Ersten Weltkrieg aufgestellt wurde.
Links von der Großen Wiese, zwischen Abteilung 1 und 20, führen zwei Hauptwege zu den drei Kriegsgräberfeldern des Waldfriedhofs:
- Fliegeropferfeld für die Opfer des Zweiten Weltkriegs mit einem Ehrenmal für die Opfer des Fliegerangriffs vom 5. September 1918
- Gräberfeld mit dem Ehrenmal für die gefallenen Teilnehmer des Ersten Weltkriegs
- Gräberfeld mit dem Ehrenmal für die Gefallenen und Opfer des Zweiten Weltkriegs

### Fliegeropferfeld
Das Gräberfeld der Fliegeropfer des Zweiten Weltkrieges belegt die Abteilungen 2b und 2c (siehe Detailplan des Waldfriedhofs). Es beginnt hinter der Großen Wiese mit dem Hochkreuz von Max Natter und liegt vor dem Ehrenmal für die gefallenen Teilnehmer des Ersten Weltkriegs.
Hier wurden 482 von den 4562 Luftkriegsopfern begraben, die bei Luftangriffen auf Stuttgart 1943 bis 1945 ihr Leben verloren. Während sich die Anzahl der Luftkriegsopfer bis 1942 auf 45 belief, forderten allein die Luftangriffe im Jahr 1943 fast 1000 Opfer, so dass sich die Stadt für die Anlage des Fliegeropferfelds entschied.
An die Opfer des Luftkriegs erinnern einfache Kalksteinstelen mit eingraviertem Kreuz und dem Namen und dem Geburts- und Todesjahr des Verstorbenen. Zwei Grabmäler sind Hausgemeinschaften gewidmet, die bei einem Luftangriff ausgelöscht wurden. In diesem Fall steht auf der Stele die Adresse des Hauses, die Daten der verstorbenen Hausgenossen sind auf einem Liegestein verzeichnet.
- Blick auf das Fliegeropferfeld (Ausschnitt)
- Grabstelle
- Grabmal einer Hausgemeinschaft

### Ehrenmal für die Opfer des Fliegerangriffs vom 5. September 1918
In der hinteren Ecke der Abteilung 2b befindet sich ein Ehrenmal, das den Opfern des Fliegerangriffs vom 5. September 1918 gewidmet ist. Eine hohe Stele trägt ein Rundmedaillon mit dem Relief eines stürzenden Flugzeugs und darunter die Inschrift:

„Den Opfern des feindlichen Angriffs vom 5. Sept. 1918 zum Gedächtnis errichtet von der Stadt Stuttgart“

Vor der Stele liegen in zwei Reihen zehn Liegeplattengräber der Opfer des Fliegerangriffs.

### Ehrenmal für die gefallenen Teilnehmer des Ersten Weltkriegs
Das von Kriegsgräbern fächerförmig umgebene Ehrenmal in Abteilung 3 wurde 1923 als Ehrenhain (oder Heldenhain) mit einem kirchenähnlichen Grundriss nach den Plänen von Paul Bonatz angelegt, der auf dem Waldfriedhof auch seine letzte Ruhestätte fand. Der baumgesäumte Ehrenhain hat die Form eines Rechtecks, das an einem Ende mit einem Halbkreis abschließt (etwa 46 × 20 Meter). Die umgebenden etwa 1300 Kriegsgräber tragen einfache, einheitliche Grabkreuze aus rotem Sandstein.
Der rechteckige Teil des Ehrenhains endet auf einem leicht erhöhten Podest mit dem Altarbereich, der von drei schulterhohen Mauern U-förmig umschlossen wird und an beiden Seiten über eine dreistufige Treppe betreten werden kann. Die Mauern säumen fünf Gedenktafeln mit niedrigen Steinbänken, vor der hinteren Mauer wurde ein bronzenes Hochkreuz aufgerichtet. Am vorderen Rand des Altarbereichs steht ein Altartisch (Mensa). Er trägt auf der Frontseite ein großes Relief des Eisernen Kreuzes und die Jahreszahlen 1914 und 1918, und die Seitenwände tragen die drei Hirschstangen des württembergischen Wappens. Die Stirnflächen der Altarplatte säumt die umlaufende Inschrift: „Zum Gedächtnis / den achttausendfünfhundert Gefallenen / als Gelöbnis der Treue / die Bürger der Stadt Stuttgart“. Von den 8.500 Gefallenen wurden nur etwa 1.300 in dem Ehrenhain beerdigt.
An den Altarbereich schließen sich (ähnlich Seitenaltären) zwei rasenbedeckte Bezirke an, mit einem Gedenkobelisken in der Mitte und einer von einem Zugang unterbrochenen Begrenzungsmauer mit je zwei Gedenktafeln.
- Altarbereich des Ehrenmals
- Altartisch des Ehrenmals
- Gräberfeld im Ehrenhain
- „Mutter Heimat“ von Fritz von Graevenitz

Vor dem Altarbereich verläuft der Hauptweg, der weiterführt zum Ehrenmal für die Gefallenen und Opfer des Zweiten Weltkriegs. Das apsisartige Halbrund gegenüber dem Altarbereich wird von einer niedrigen Mauer begrenzt, vor der sich vier Gedenkobelisken reihen. Der nicht eingezäunte Zwischenraum zwischen Altarbereich und Halbrund wird an den Seiten von je vier großen Gedenkstelen flankiert. Im Zentrum des Halbrunds steht die Großplastik „Mutter Heimat“. Die Pietà-artige Muschelkalkskulptur wurde von Fritz von Graevenitz 1932 begonnen und von den Nazis als „untragbare christliche Pietà“ gebrandmarkt. Sie wurde 1953 vollendet und 1957 am jetzigen Standort aufgestellt.
Altartisch, Gedenktafeln, Gedenkobelisken und Gedenkstelen sind aus Cannstatter Travertin, einem gelbbraunen bis ockerfarbenen, sehr witterungsbeständigen Stein. Die Mauern der Umzäunung bestehen aus gelbem und rotem Sandstein.
Während des Zweiten Weltkriegs wurde der Friedhof im März 1943 stark zerstört. Die beiden historischen Fotos von 1924 zeigen Grabkreuze mit Verdachung bzw. in Form von Eisernen Kreuzen vom Ehrenfeld für die Gefallenen des Ersten Weltkriegs, die ebenfalls der Zerstörung zum Opfer fielen.

### Ehrenmal für die Gefallenen und Opfer des Zweiten Weltkriegs
Wenn man das Ehrenmal für die gefallenen Teilnehmer des Ersten Weltkriegs durchquert, trifft man in Abteilung 32 (siehe Detailplan des Waldfriedhofs) unmittelbar auf das Ehrenmal für die Gefallenen und Opfer des Zweiten Weltkriegs. Der quer liegende, rasenbedeckte Ehrenhain hat die gleiche Grundrissform wie das Ehrenmal des Ersten Weltkriegs: ein Rechteck, das mit einem Halbkreis abschließt (etwa 48 × 20 Meter). Der Hain ist von einer J-förmigen, niedrigen Natursteinmauer umgeben, an die sich die Gräberfelder anschließen. An der linken Langseite setzt sich der Rasen des Ehrenhains fort. Auf diesem freien Feld liegen keine Gräber, vielleicht ein symbolischer Platz für die vielen in fremder Erde liegenden Gefallenen.
Statt einen weiteren „heiligen Tempelbezirk“ wie für die Opfer des Ersten Weltkriegs zu errichten, entschied man sich für ein unspektakuläres Gedenkzeichen ohne Pathos, das in seiner Schlichtheit der Sprachlosigkeit vor dem unfassbaren Grauens des Zweiten Weltkriegs entspricht. Im Halbkreisbereich steht azentrisch ein niedriger, tischartiger Quader aus rotem Sandstein, der Ähnlichkeit mit dem Altartisch des Bonatzschen Ehrenmals hat. Der Gedenkstein wurde von Eva Zippel entworfen und 1979 von Jörg Failmezger ausgeführt. Er trägt an den vier Stirnflächen die lapidare, blockhafte Inschrift:

„Unseren Toten – 1939 – Unseren Toten – 1945“

- Ehrenmal
- Blick auf ein Gräberfeld
- Gedenkstein

## Prominentengräber
Unter den Stuttgarter Friedhöfen hat der Waldfriedhof den größten Anteil an Prominentengräbern aus der jüngeren Vergangenheit. Die meisten dieser Gräber konzentrieren sich auf die Abteilungen 1 und 20 (siehe Detailplan des Waldfriedhofs). Die Gräber sind entlang von zwei Wegen aufgereiht, die vom Verwaltungsgebäude links an der Großen Wiese mit dem Kruzifix von Max Natter vorbeiführen. Die Prominentengräber unterscheiden sich von den meisten anderen Gräbern durch ihre vergleichsweise überdimensionierte Größe, während die Grabmale meist einfach und zurückhaltend gestaltet sind.
Einige der bekanntesten Gräber sind:
- Das Grab von Theodor Heuss, dem ersten Bundespräsidenten der Bundesrepublik Deutschland, und von Elly Heuss-Knapp, seiner Frau.
- Die Gräber der Stuttgarter Oberbürgermeister Karl Lautenschlager (letzter Oberbürgermeister vor der Nazizeit) und Arnulf Klett (erster Oberbürgermeister nach dem Zweiten Weltkrieg).
- Die Gräber der Politiker Walter Hallstein (erster Vorsitzender der Kommission der Europäischen Wirtschaftsgemeinschaft), Erwin Schoettle (bedeutender SPD-Politiker, Widerstandskämpfer im Dritten Reich) und Gebhard Müller (Staatspräsident von Württemberg-Hohenzollern, Ministerpräsident von Baden-Württemberg, Präsident des Bundesverfassungsgerichts).
- Die Gräber der Unternehmer Gottlob Bauknecht, Robert Bosch und Eduard Breuninger.

- Theodor Heuss
und Elly Heuss-Knapp
- Robert Bosch
- Gottlob Bauknecht
- Grabanlage des Architekten Georg Kieferle

Zwischen den Prominentengräbern befinden sich auch zwei anonyme Gräber:
- Neben dem Grab von Robert Bosch befindet sich ein Grab mit der Inschrift „Weder Tod noch Leben kann uns scheiden von der Liebe Gottes die in Christus Jesus ist“ (Brief des Paulus an die Römer 8,38-39).
- Die Abteilung 20b beginnt mit einem modern und architektonisch gestalteten Grab von Georg Kieferle, das er für sich nach seinen eigenen Plänen errichten ließ.

Auch eine Reihe von Künstlern, teils von lokaler Bedeutung, teils von nationalem und internationalem Ruf, sind auf dem Waldfriedhof begraben, unter anderem die folgenden Personen:
- Bildhauerei: Hans Dieter Bohnet, Jakob Brüllmann, Otto Herbert Hajek, Josef Zeitler
- Malerei: Adolf Hölzel, Ida Kerkovius, Christian Landenberger. Oskar Schlemmer
- Baukunst: Paul Bonatz, Ludwig Eisenlohr, Fritz Leonhardt, Albert Pantle
- Schriftsteller: Klaus Mehnert, Friedrich Sieburg
- Film und Fernsehen: Michael Pfleghar, Fritz Umgelter
- Gesangskunst: Sigrid Onégin, Wolfgang Windgassen, Marcel Wittrisch

Wer Grabmale erwartet, die der Bedeutung des jeweiligen Künstlers entsprechen, wird enttäuscht. Fast alle dieser Gräber sind sehr einfach und schmucklos gehalten (außer die Gräber von Brüllmann, Hajek, Pantle und Zeitler).

## Baumgräber
Der Waldfriedhof ist einer der Friedhöfe in Stuttgart, auf dem „Baumgrabstätten“ (offizielle Bezeichnung) erlaubt sind. Die Aschenurnen der Verstorbenen werden in unmittelbarer Nähe eines Baumes beigesetzt. Die Angehörigen können einheitliche Täfelchen (10 cm × 6 cm) mit Namen, Geburts- und Sterbedaten sowie einem religiösen Symbol an dem Baum anbringen lassen. Viele Angehörige klemmen an das Schildchen eine Blume oder ein Blumensträußchen oder befestigen kleine Erinnerungszeichen wie Schmetterlinge, Vögelchen, Herzen oder Engelchen.
Baumgräber befinden sich zurzeit im Hauptteil des Waldfriedhofs in den Abteilungen 34 und 35 und im Waldfriedhof-Viereichenhau in der Abteilung 60.

## Otto Herbert Hajek
Der Stuttgarter Bildhauer Otto Herbert Hajek, dessen Werken man in Stuttgart auf Schritt und Tritt begegnet, hat auch am und auf dem Waldfriedhof seine Spuren hinterlassen.

### Großes Raumrelief
Am Ende der Eugen-Dolmetsch-Straße, gegenüber dem Autoparkplatz, ist an einer Ecke des Waldfriedhof-Viereichenhau (östlicher Teil des Friedhofs) ein großes Werk von Hajek aufgestellt, das „Große Raumrelief“.
Das „Große Raumrelief“ aus Modellierbeton hat die Maße 240 cm × 530 cm × 60 cm und ist unten rechts mit „HAJEK“ signiert. Das schwere Gewicht des Reliefs wird an der Rückseite durch eine Stützkonstruktion aus dicken Baustählen in senkrechter Position gehalten. Das Werk entstand 1962, eine Zeit, in der Hajek mehrere große Raumreliefs entwickelte: „Magnetisches Raumfeld“, Universität Freiburg (1959), „Räumliche Wand“, Villingen (1959), „Leitwand“, Frankfurt am Main (1962), Kreuzweg, Berlin-Plötzensee (1963), Altarraum mit Raumreliefs, Mannheim (1963). Hajek beteiligte sich mit zwei „Raumknoten“ an der documenta II 1959 und mit der begehbaren Plastik „Frankfurter Frühling“ auf der documenta III 1964. Insbesondere der „Frankfurter Frühling“ hatte neben seiner Teilnahme an der Biennale von Venedig 1958 maßgeblichen Anteil am internationalen Durchbruch von Hajek.
2008 ließ die Stadt Stuttgart das Große Raumrelief, das der Künstler der Stadt vermacht hatte, vor dem Waldfriedhof aufstellen, auf dem er 2005 seine letzte Ruhe gefunden hatte.

### Gräber von Hajek und Frau
Im Hauptteil des Friedhofs liegen auch die Gräber von Otto Herbert Hajek, der 2005 starb, und seiner Frau, der Schriftstellerin Katja Hajek, die 2011 verstorben ist. Sie sind nicht in einem gemeinsamen Grab bestattet, ihre beiden Gräber liegen einander gegenüber. Ein Standbild auf Katja Hajeks Grab (Abteilung 14 b) zeigt das Relief eines Paares (Künstler: O.H. Hajek, Muschelkalkstein, Werkverzeichnis A12), und auf einem Liegestein findet sich ein kurzes Gedicht von ihr: „Ich habe mich in die / Blumen der Wildnis gelegt / Und mich ernährt von / Einem einzigen Wort / Liebe.“
Auf Hajeks Grab (Abteilung 14 d) steht eine von mehreren Ausführungen der von ihm entworfenen und angefertigten Bronzeplastik „Stadtzeichen K III“ aus dem Jahr 1990 (135 × 59 × 59 cm). Den Sockel schuf der Hajekschüler Andreas Helmling. Hinter dem Grabmal steht die „Große Plastik“ von Hajek, eine Bronzeplastik von 1962 (420 × 130 × 125 cm, Werkverzeichnis 184b), die zu seinen von ihm als „Raumschichtungen“ bezeichneten Arbeiten gehört.
- „Große Plastik“ von Hajek, im Hintergrund links: sein Grab
- Hajeks Grab mit dem „Stadtzeichen K III“
- Katja Hajeks Grab

## Gräber
Hinweis: In dem Friedhofsführer von Werner und Christopher Koch (#Koch 2012) und in der SSB-Broschüre „Lebenslinien“ (#Straßenbahnen 2009) finden sich Kurzbiographien von Prominenten, die auf dem Waldfriedhof begraben sind, ein Lageplan mit Standortangaben für Gräber und Denkmäler und im Friedhofsführer auch Fotos der Gräber.
- Übersichtsplan des Waldfriedhofs.
- Detailplan des Waldfriedhofs.

| → Spaltenlegende und -sortierung | |
| Legende | |
| \| # \| Nummer der Abteilung, in der sich das Grab befindet. Die Lage der Abteilungen geht aus den Friedhofsplänen hervor. \| \| P \| Grab eines Prominenten. \| \| K \| Grab mit Kunstwerk oder ein Grab, das aus anderen Gründen bemerkenswert ist. \| \| * \| Geburtsjahr. \| \| † \| Todesjahr. \| | |
| Sortierung | |
| - Eine Spalte sortieren: das Symbol im Spaltenkopf anklicken. Spalte Grab/Künstler: Sortierung nach dem Familiennamen. - Nach einer weiteren Spalte sortieren: Umschalttaste gedrückt halten und das Symbol anklicken. - Anfangssortierung: nach dem Familiennamen in der Spalte Grab.                 | |
| # | Nummer der Abteilung, in der sich das Grab befindet. Die Lage der Abteilungen geht aus den Friedhofsplänen hervor. |
| P | Grab eines Prominenten.                                                                                            |
| K | Grab mit Kunstwerk oder ein Grab, das aus anderen Gründen bemerkenswert ist.                                       |
| * | Geburtsjahr. |
| † | Todesjahr. |

| Bild | #     | P | K | Grab | *    | †    | Künstler / Objekt |
| ---- | ----- | - | - | --- | ---- | ---- | --- |
|      | 06 h  | P |   | Erwin Baelz, Leibarzt der japanischen Kaiserfamilie. | 1849 | 1913 | |
|      | 20 a  | P |   | Gottlob Bauknecht, Gründer der Bauknecht Hausgeräte GmbH. | 1892 | 1976 | |
|      | 14 a  | P | K | Heinrich Beck, Verleger. | 1853 | 1914 | Steinskulptur, trauernder Schutzengel mit Urne und Kranz.                                                                              |
|      | 09 a  | P | K | Karl Bleyle, Komponist. | 1880 | 1969 | Steinrelief, kniende Mutter mit nacktem Kind.                                                                                          |
|      | 16 b  | P |   | Hans Dieter Bohnet, Bildhauer. | 1926 | 2006 | |
|      | 24 h  | P |   | Paul Bonatz, Architekt. | 1877 | 1956 | |
|      | 01 c  | P |   | Robert Bosch, Gründer der Robert Bosch GmbH. | 1861 | 1942 | |
|      | 01 c  | P |   | Eduard Breuninger, Gründer der Breuninger Warenhäuser. | 1854 | 1932 | |
|      | 09 d  | P | K | Jakob Brüllmann, Bildhauer. | 1872 | 1938 | Jakob Brüllmann: Liegendes Reh. |
|      | 10 c  | P |   | Carl Dinkelacker, Gründer der Brauerei Dinkelacker. | 1862 | 1934 | |
|      |       | P |   | Richard Dollinger, Architekt | 1871 | 1954 | |
|      | 02 a  | P |   | Ludwig Eisenlohr, Architekt. – Grabmal nicht mehr vorhanden, Gedenktafel geplant. | 1851 | 1931 | |
|      | ?     | P |   | Georg Fahrbach, Vorsitzender des Schwäbischen Albvereins. | 1903 | 1976 | |
|      | 09 h  | P |   | Hans Fein, Betriebsleiter der C. & E. Fein GmbH, Enkel von Wilhelm Emil Fein, dem Erfinder der handgeführten elektrischen Bohrmaschine.                                                                                         | 1899 | 1969 | |
|      |       | P |   | Erwin Gerhardt, württembergischer Landrat | 1897 | 1977 | |
|      | 09 h  | P | K | Wilhelm Gessler, württembergischer Finanzminister. | 1850 | 1925 | Stele mit Urne in einem Tempelchen aus vier Pfeilern mit Dach.                                                                         |
|      |       |   |   | Ernst Guggenheimer, Architekt | 1880 | 1973 | |
|      | 06 o  |   | K | Paul Haag, Apotheker. | 1868 | 1919 | Bronzestatue, stehende Trauernde mit Kranz, an eine Steinstele mit Urne gelehnt.                                                       |
|      | 14 b  | P | K | Katja Hajek, Schriftstellerin, Frau von Otto Herbert Hajek. | 1921 | 2011 | Relief eines Paares. Von Otto Herbert Hajek (WV: A 12, Muschelkalkstein)                                                               |
|      | 14 d  | P | K | Otto Herbert Hajek, Bildhauer, Grabmal. | 1927 | 2005 | Otto Herbert Hajek: Stadtzeichen K III (1990) (WV: P 616)                                                                              |
|      | 14 d  | P | K | Otto Herbert Hajek, Bildhauer, Bronzeplastik hinter seinem Grab. | 1927 | 2005 | Otto Herbert Hajek: Große Plastik (1962) (WV P 184 b)                                                                                  |
|      | 20 b  | P | K | Walter Hallstein, erster Vorsitzender der Kommission der Europäischen Wirtschaftsgemeinschaft. | 1901 | 1982 | Rote Sandsteinstele, Würfelpostament, Säule mit rankenden Reben, darauf turmartiges Haus mit Reliefs an den Seiten.                    |
|      | 16 a  | P |   | Claire Heliot, Dompteurin. | 1866 | 1953 | Zwei Löwenfiguren. |
|      | 01 c  | P |   | Theodor Heuss, erster Bundespräsident der Bundesrepublik Deutschland. | 1884 | 1963 | |
|      | 01 c  | P |   | Elly Heuss-Knapp, Politikerin, Frau von Theodor Heuss. | 1881 | 1952 | |
|      | 04 d  | P |   | Johannes von Hieber, Staatspräsident in Württemberg. | 1862 | 1951 | |
|      | 09 n  | P |   | Albert Hirth, deutscher Ingenieur, Erfinder und Unternehmer. | 1858 | 1935 | |
|      | 09 n  | P |   | Wolf Hirth, Segelflugpionier, erster Präsident des Deutschen Aero Clubs nach dem Zweiten Weltkrieg. | 1900 | 1959 | |
|      | 20 b  | P |   | Karl Hofmeister, Präsident des Rechnungshofs Württemberg-Hohenzollern und Württemberg-Baden. | 1886 | 1972 | |
|      | 15 l  | P |   | Adolf Hölzel, Maler. | 1853 | 1934 | |
|      | 04 a  |   | K | Ernst Hory, Oberamtmann, gefallen 1914, erstes belegtes Grab auf dem Waldfriedhof. | 1870 | 1914 | |
|      | 14 f2 | P |   | Willi Hoss, Gewerkschafter und Politiker. | 1929 | 2003 | |
|      | 06 o  |   | K | Eugen Kentner. | 1863 | 1930 | Bronzestatue, Hammerträger mit nacktem Oberkörper in antikem Gewand.                                                                   |
|      | 16 b  | P |   | Ida Kerkovius, Malerin. | 1879 | 1970 | |
|      | 20 b  | P | K | Georg Kieferle, deutscher Architekt und Honorarkonsul | 1929 | 2021 | |
|      | 01 a  | P |   | Arnulf Klett, Oberbürgermeister von Stuttgart. | 1905 | 1974 | |
|      | 10 n  | P |   | August Köhler, Kunstmaler | 1881 | 1964 | |
|      | 09 n  | P |   | Otto Konz, Wasserbauingenieur, Schöpfer des Neckarkanals. | 1875 | 1965 | |
|      | 14 n  | P |   | Rudolf Kreitlein, Fußballschiedsrichter. | 1919 | 2012 | |
|      | 15    | P |   | Hellmuth Laegeler, Generalmajor der Wehrmacht und der Bundeswehr. | 1902 | 1972 | |
|      | 10 c  | P |   | August Lämmle, schwäbischer Mundartdichter. | 1876 | 1962 | |
|      | ?     | P |   | Christian Landenberger, Maler. | 1862 | 1927 | |
|      | 01 a  | P | K | Carl Lautenschlager, Oberbürgermeister von Stuttgart. | 1868 | 1952 | Umrisszeichnung eines springenden Pferdes (Stuttgarter Wappentier).                                                                    |
|      | 14 f2 | P |   | Fritz Leonhardt, Bauingenieur, Erbauer des Stuttgarter Fernsehturms, des ersten Fernsehturms in Stahlbetonbauweise. | 1909 | 1999 | |
|      | 05 e  | P |   | Hedwig Lohß, Schriftstellerin. Grabinschrift: Hedwig Staiger geb. Lohss. | 1892 | 1986 | Familiengrab mit Holzkreuz. |
|      | 54 a  | P |   | Theodor Loos, Schauspieler. | 1883 | 1954 | |
|      | 06 d  | P |   | Paul von Maur jun., Speditionsunternehmer. | 1864 | 1915 | |
|      | 21 a  | P |   | Klaus Mehnert, politischer Journalist. | 1906 | 1984 | |
|      | 20 b  |   | K | Christian Mergenthaler, württembergischer Ministerpräsident in der NS-Zeit. | 1884 | 1980 | Fritz von Graevenitz: Steinskulptur, stehende Trauernde.                                                                               |
|      | 05 c  |   | K | Nela Merz. |      |      | Skulptur, Geschmückter indischer Elefant.                                                                                              |
|      | 20 b  | P |   | Gebhard Müller, Staatspräsident von Württemberg-Hohenzollern, Ministerpräsident von Baden-Württemberg, Präsident des Bundesverfassungsgerichts.                                                                                 | 1900 | 1990 | |
|      | 07 c  | P |   | Sigrid Onégin, Opern- und Konzertsängerin. | 1889 | 1943 | |
|      |       | P | K | Ernst Otto Oßwald, Architekt | 1880 | 1960 | |
|      | 04 a  | P | K | Albert Pantle, Architekt. | 1859 | 1921 | Josef Zeitler: Zwei Putten mit einer Rosengirlande, Muschelkalk.                                                                       |
|      | 05 b  | P |   | Carl Anton Pfeiffer, Klavierhersteller. | 1861 | 1927 | |
|      | 11 d  | P |   | Michael Pfleghar, Filmregisseur und Fernsehproduzent. | 1933 | 1991 | |
|      | 02 a  | P |   | Theodor von Pistorius, Finanzminister von Württemberg. | 1861 | 1939 | |
|      | 14 q  |   |   | Erich Ponto, Schauspieler. Gedenkstein auf dem Grab der Familie Alfred Böhm. – Erich Ponto wurde ursprünglich auf dem Waldfriedhof Stuttgart beigesetzt, später jedoch auf einen Friedhof in Hamburg bzw. Tolkewitz umgebettet. | 1884 | 1957 | |
|      | 05 c  |   | K | Anton Richter. | 1880 | 1940 | Metallskulptur, Maria mit dem Kind in der Mandorla.                                                                                    |
|      | 10 n  | P | K | Walter Romberg, Maler. | 1898 | 1973 | Grabstele mit Bronzeporträt Walter Rombergs.                                                                                           |
|      | 05 c  |   | K | Karl H. Schäfer-Kunz, Diplomkaufmann. | 1931 | 2011 | Schotterfeld. |
|      | ?     | P |   | Erich Schairer, Journalist. | 1887 | 1956 | |
|      | –     |   |   | Cläre Schimmel, Hörspielregisseurin. Das Grab wurde 2001 abgeräumt. | 1902 | 1986 | |
|      | 14 f2 | P |   | Oskar Schlemmer, Maler. | 1888 | 1943 | |
|      | 14 f2 | P |   | Tut Schlemmer, Wirtschaftswissenschaftlerin, Frau von Oskar Schlemmer. | 1890 | 1987 | |
|      | 20 b  | P |   | Helene Schoettle, Stuttgarter Kommunalpolitikerin. | 1903 | 1994 | |
|      | 20 b  | P |   | Erwin Schoettle, Politiker, Exil-Widerstandskämpfer gegen den Nationalsozialismus. | 1899 | 1976 | |
|      | ?     | P |   | Adelheid Seeck, Schauspielerin. | 1912 | 1973 | |
|      | 02 a  | P |   | Friedrich Sieburg, Schriftsteller. | 1893 | 1964 | |
|      | 05 c  | P | K | Ernst Staengel, Schokoladenfabrikant (Eszet-Schokolade). | 1827 | 1915 | Sitzende Trauernde aus rotem Sandstein.                                                                                                |
|      | 09 h  | P |   | Eugen Steigleder, Architekt. | 1876 | 1941 | |
|      | ?     | P |   | Bernd Steinacher, Regionaldirektor des Verbands Region Stuttgart. | 1956 | 2008 | |
|      | 06 o  | P |   | Karl Strölin, Oberbürgermeister von Stuttgart während der NS-Zeit. | 1890 | 1963 | |
|      | ?     |   | K | Wilhelm Julius Teufel. |      |      | Bronzefigur eines nackten Liegenden auf Steinsockel von Ludwig Habich.                                                                 |
|      | ?     | P |   | Helmuth Uhrig, Bildhauer. | 1906 | 1979 | |
|      | 10 i  | P |   | Fritz Umgelter, Film- und Fernsehregisseur. | 1922 | 1981 | |
|      | ?     | P |   | Wilhelm von Urach, Maschinenbauingenieur. | 1897 | 1957 | |
|      | 54 d  |   | K | Beate und Werner Utz. | 1949 | 2013 | Baumstamm, zu einem stilisierten Engel mit erhobenen Armen verarbeitet.                                                                |
|      |       | P |   | Theodor Wanner, Unternehmer, Wissenschaftsförderer und Museumsleiter. | 1875 | 1955 | |
|      | 30 b  | P |   | Alfred Weidenmann, Regisseur und Jugendbuchautor. | 1918 | 2000 | |
|      | ?     | P |   | Gerhard Wilhelm, Chorleiter der Stuttgarter Hymnus-Chorknaben. | 1918 | 2009 | |
|      | 01 a  | P |   | Wolfgang Windgassen, Opernsänger. | 1914 | 1974 | |
|      | 01 c  | P |   | Marcel Wittrisch, Kammersänger. | 1903 | 1955 | |
|      | 14 r  | P |   | Theophil Wurm, Landesbischof der Evangelischen Landeskirche in Württemberg. | 1868 | 1953 | |
|      | 10 n  | P | K | Josef Zeitler, Bildhauer. | 1871 | 1958 | Stele mit einem Bronzerelief mit den Lebensdaten von Josef Zeitler, seinem Porträt und vier Eckfiguren. Siehe: Josef Zeitler, Grabmal. |

## Rhododendron-Blüte
Auf dem Waldfriedhof finden sich Hunderte von Rhododendronsträuchern, verstreut über den ganzen Friedhof, vor allem aber im westlichen Hauptteil, zu dem man durch den Haupteingang gelangt. Neben vielen niedrigen Einzelsträuchern gibt es nicht wenige doppelt mannshohe Rhododendronbüsche. Bisweilen stehen mehrere solcher fast baumartiger Büsche dicht zusammen, so dass sie wie ein einziger Riesenstrauch wirken, zum Beispiel beim Nebeneingang links von der Feierhalle und auf der Großen Wiese hinter der Feierhalle.
Im Monat Mai präsentieren sich die Rhododendren in einer üppigen Farbenpracht aus lila und roten Blütentrauben. Die Rhododendron-Blüte auf dem Waldfriedhof ist, zu Unrecht, bei weitem weniger bekannt als die Magnolienblüte, die als eine Hauptattraktion jedes Frühjahr viele Besucher in die Wilhelma lockt.

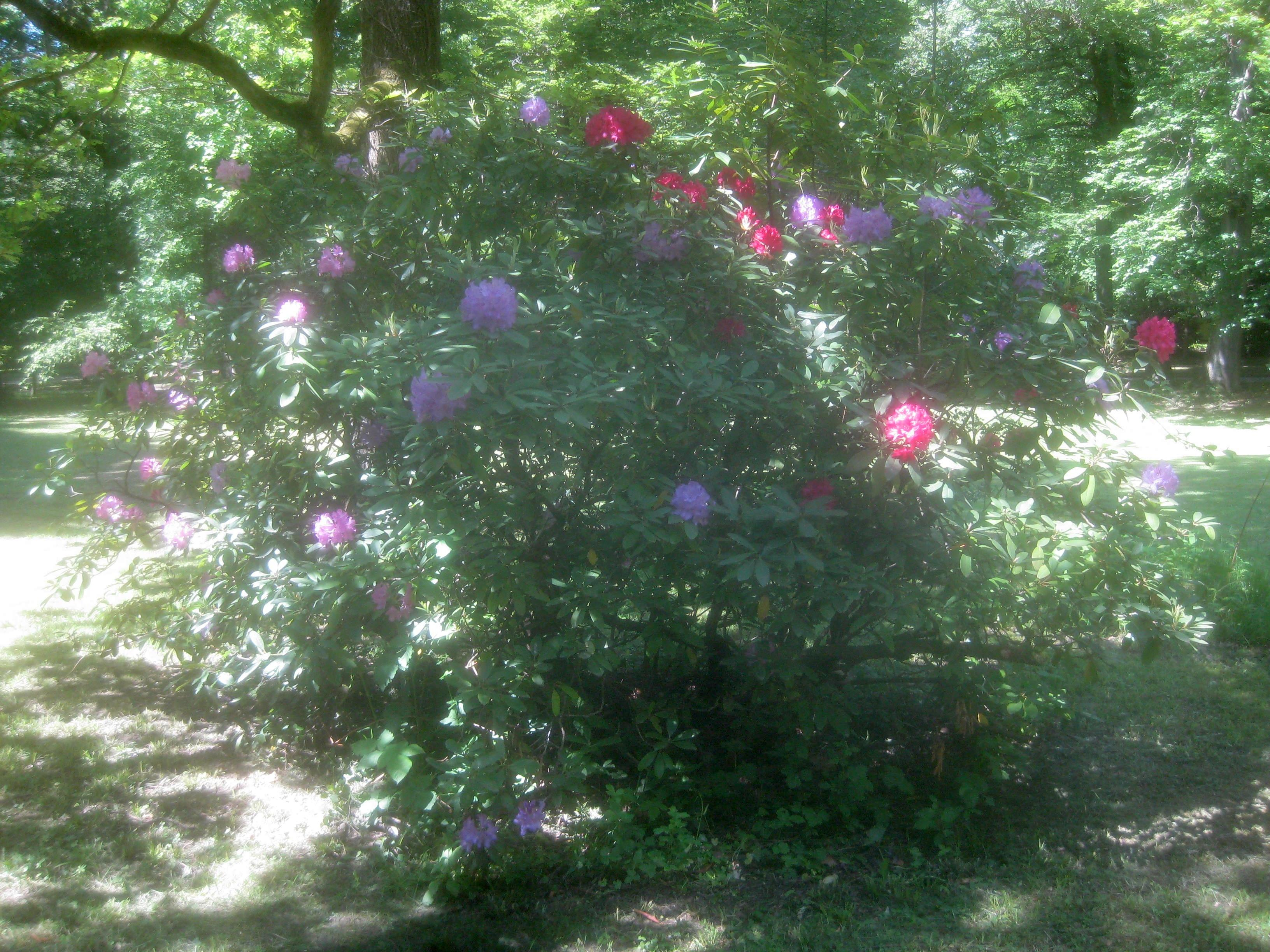
Lila und rote Blüten.
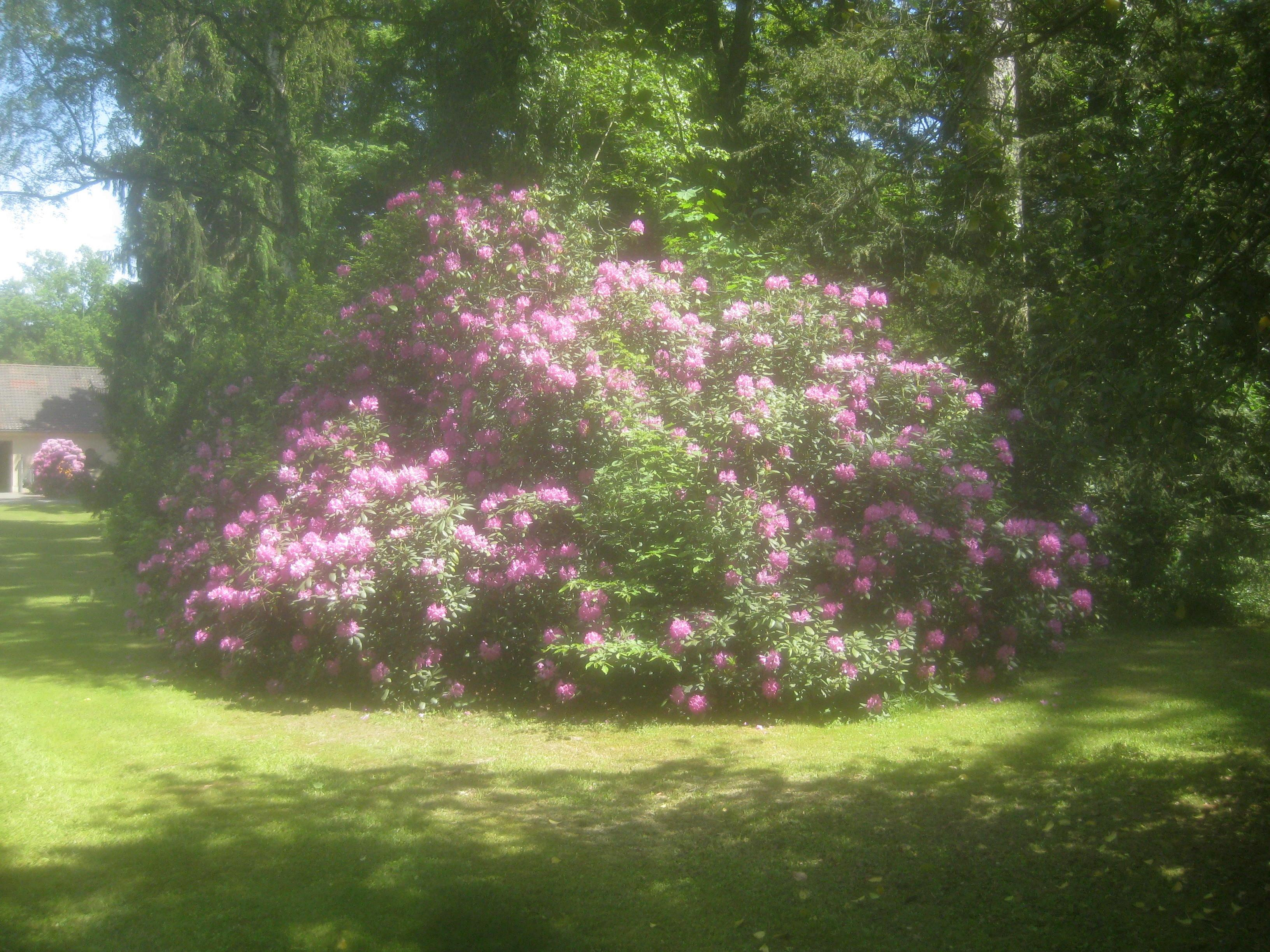
Große Wiese hinter der Feierhalle.
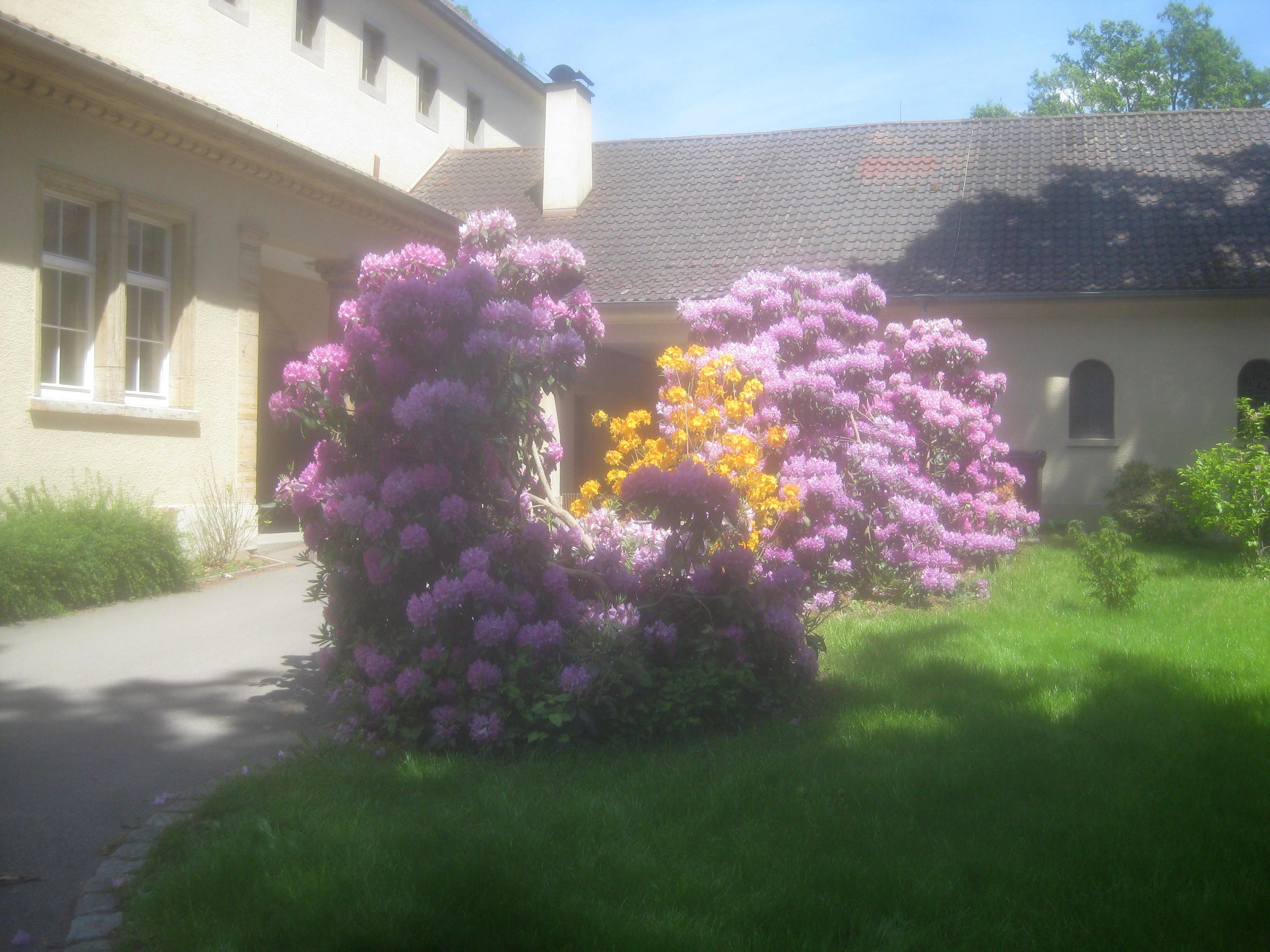
Nebeneingang links von der Feierhalle.
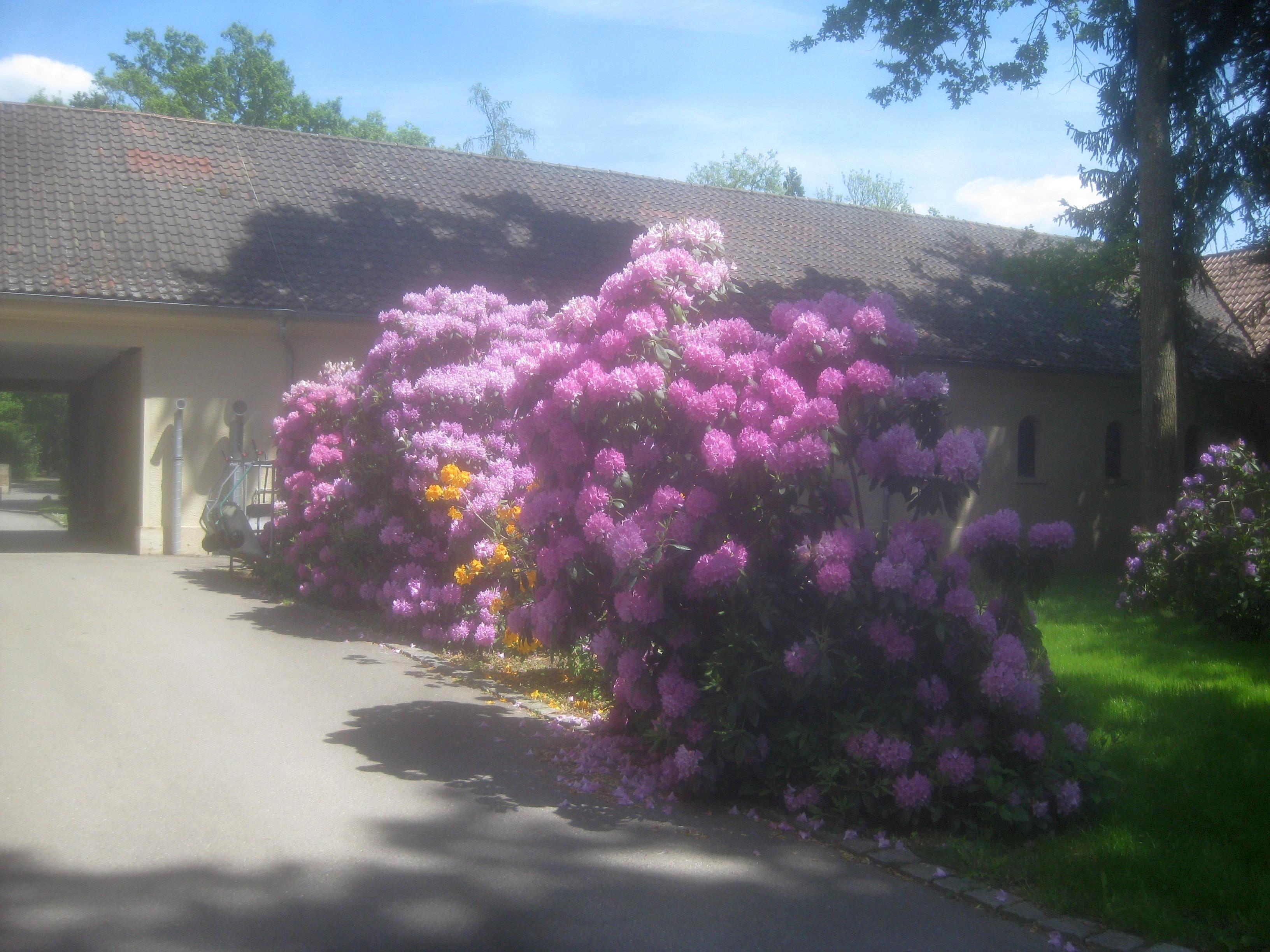
Dito.

### Allgemein
- Brunnen und Staffeln in Stuttgart: Jungfrau mit den Tränenschalen. Stuttgart 2014, online (Memento vom 24. März 2016 im Internet Archive).
- Dieter Buck; Harald Schukraft: Stuttgarter Grenz-Wanderungen. Stadtgeschichtliche Entdeckungstouren. Tübingen 2005, S. 57–58.
- Genres in visual representations. Proceedings of a conference held in 1986 by invitation of the Werner-Reimers-Stiftung in Bad Homburg (Federal Republic of Germany). Leiden 1990, S. 153, 162, 168 (Ehrenmal für die gefallenen Teilnehmer des Ersten Weltkriegs von Paul Bonatz) online:.
- Alexandra Kaiser: Von Helden und Opfern. Eine Geschichte des Volkstrauertags. Campus-Verlag, Frankfurt am Main u. a. 2010, ISBN 978-3-593-39288-2, S. 93–97, 105–111 (Gefallenengedenkfeiern).
- David Koch: Der Stuttgarter Waldfriedhof von Oberbaurat Pantle. In: Christliches Kunstblatt für Kirche, Schule und Haus Band 59, 1917, S. 210–215, 217–219, 221.
- Werner Koch; Christopher Koch: Stuttgarter Friedhofsführer. Ein Wegweiser zu Gräbern bekannter Persönlichkeiten. Tübingen 2012, S. 86–115.
- Mammut-Verlag (Herausgeber und Redaktion): Stuttgart, Der Friedhofswegweiser. Stuttgart 2011, S. 62–65. – Die Broschüre ist kostenlos bei der Infothek im Rathaus erhältlich.
- Johannes Merz: Der evangelische Kirchenbau in Württemberg, Band 61, 1919, S. 322–338, hier: 338, 357, 358 (Kruzifix von Max Natter).
- Lebenslinien. Mit der Stuttgarter Seilbahn in die 1920er Jahre – auf dem Waldfriedhof durch die Jahrzehnte. Stuttgarter Straßenbahnen, Stuttgart 2009, vsfg.de (Memento vom 21. August 2014 im Internet Archive; PDF)
- Albert Pantle: Der Ehrenfriedhof für Krieger im Waldfriedhof zu Stuttgart. In: Kriegsheft des Bundes für Heimatschutz in Württemberg und Hohenzollern (1916), S. 82–84.
- Albert Pantle: Der Stuttgarter Waldfriedhof. In: Christliches Kunstblatt für Kirche, Schule und Haus Band 59, 1917, Seite 210–215, 217–219, 221.
- Der Waldfriedhof in Stuttgart. In: Wasmuths Monatshefte für Baukunst. Nr. 10, 1914, S. 442–443, 454–459 (zlb.de).

### Otto Herbert Hajek
- Hajek-Plastik in Stuttgart aufgestellt. In: art Das Kunstmagazin vom 20. Oktober 2008, art-magazin.de.
- Monika Bugs: Otto Herbert Hajek im Gespräch mit Monika Bugs. Saarlouis 1998.
- O. H. Hajek. Eine Welt der Zeichen. mit einem Werkverzeichnis von Anuschka Koos. Ausst.kat. Bundeskunsthalle, Bonn 2000.
- Otto Herbert Hajek. Plastiken, Reliefs, Schreibschriften, Zeichnungen, Lithographien. Haus am Waldsee, Berlin-Zehlendorf, [Mai – Juni 1963]. Berlin 1963.
- Claus Pese (Redaktion): O. H. Hajek. Die Durchdringung des Lebens mit Kunst. Stuttgart 1987.
- Kunst im Öffentlichen Raum. Hajek, Otto Herbert. Stuttgart 2014, stuttgart.de.

### Hilfsliteratur
- Hans Fegers: Rudolf Yelin der Jüngere. In: Reutlinger Geschichtsblätter Neue Folge, Band 22, 1983, S. 7–10, 23–24.
- Wolfgang Hesse: Fritz von Graevenitz’ „Mutter der Heimat“. Gesinnung bildhauerisch. In: Karlheinz Fuchs (Redaktion): Ausstellungsreihe Stuttgart im Dritten Reich. [3]. Die Machtergreifung. Von der republikanischen zur braunen Stadt. Stuttgart 1983, S. 47–49.
- Erich Heyfelder: Ludwig Habich und seine Bildhauerschule an der Stuttgarter Kunstakademie. In: Schwäbisches Heimatbuch, 1935, S. 53–66.
- Rudolf Pantle: Grabmalplastik Zur Ausstellung für Friedhofkunst im Hoppenlaufriedhof zu Stuttgart. In: Die Plastik Band 4, 1914, S. 60–62, hier: 61, Tafel 80.
- Travertinpark [Hinweistafeln und Karte]. Fenster in die Urzeit. Stuttgart 2014, besonders S. 3; stuttgart-stadtgeschichte.net (PDF; 6,4 MB).
- Gustav Wais: Stuttgarts Kunst- und Kulturdenkmale. 25 Bilder mit stadtgeschichtlichen, baugeschichtlichen und kunstgeschichtlichen Erläuterungen. Stuttgart [1954].